# اینگرید استرنهوف
اینگرید استرنهوف (نروژی: Ingrid Sternhoff؛ زادهٔ ۲۵ فوریهٔ ۱۹۷۷) بازیکن فوتبال اهل نروژ است.
وی همچنین در تیم ملی فوتبال زنان نروژ بازی کرده‌است.
وی در مسابقات کشوری و بین‌المللی در مجموع برندهٔ ۱ مدال طلا، ۱ مدال برنز شده‌است.